# Auchenoglanis
Az Auchenoglanis a sugarasúszójú halak (Actinopterygii) osztályának harcsaalakúak (Siluriformes) rendjébe, ezen belül a Claroteidae családjába tartozó nem.

## Tudnivalók
Az Auchenoglanis-fajok családjuknak az ősibb alakjait képviselik. Számos afrikai folyóban és tóban lelhetők fel. A nagy elterjedési területük a változatos étrendjüknek köszönhető. Táplálékaik között szerepelnek a rovarok, azok lárvái, puhatestűek, halivadékok, valamint magok és egyéb növényi eredetű törmelékek. E halnem fajait táplálkozási célokból halásszák, de akváriumokban is tarthatók.

## Rendszerezés
A nembe az alábbi 2 élő faj tartozik:
- Auchenoglanis biscutatus (É. Geoffroy Saint-Hilaire, 1809) - típusfaj
- Auchenoglanis occidentalis (Valenciennes, 1840)

Csád nyugati részén előkerült a fosszilis Auchenoglanis soye Otero et al., 2007; ez a hal a miocén korban élhetett. Néhány egyéb fosszilis maradvány is ebbe a halnembe helyezhető, azonban faji szinten még nincsenek leírva.

### Fordítás
- Ez a szócikk részben vagy egészben  az   Auchenoglanis című angol Wikipédia-szócikk ezen változatának fordításán alapul.  Az eredeti cikk szerkesztőit annak laptörténete sorolja fel. Ez a jelzés csupán a megfogalmazás eredetét és a szerzői jogokat jelzi, nem szolgál a cikkben szereplő információk forrásmegjelöléseként.